# Casimir V de Poméranie
Pour les articles homonymes, voir Casimir V.
Casimir V de Poméranie parfois nommé également Casimir VI par l'historiographie ancienne, né vers 1380 et mort le 14 avril 1435, est duc de Poméranie-Szczecin de 1413 à 1435.

## Origine et jeunesse
Casimir V est le fils cadet du duc Świętobór/Swantibor Ier de son épouse Anne de Hohenzollern. Il a deux frères Otto II de Poméranie († 1428) et Albert († avant 1412) et une sœur Marguerite.

## Prince héritier

La Bataille de Grunwald par Jan Matejko (1878, coll. du musée national de Varsovie).

La fidélité des ducs de Poméranie de Wolgast et de Szczecin Bogusław VIII et Świętobór/Swantibor entre l'ordre Teutonique et le royaume de Pologne demeure fluctuante. Le 20 aout 1409 à Szczecinek, ils reçoivent de l'Ordre une somme de 2000 gros de Prague avec la condition de ne pas négocier avec la Pologne sans accord préalable du grand-maître de Malbork. Dans ce contexte son père nomme Casimir V chef du contingent poméranien qui prend part à la bataille de Grunwald en 1410 aux côtés de l'ordre Teutonique. Les Polonais et leurs alliés sont victorieux et Casimir est fait prisonnier. Il est relâché peu après. Lors de la bataille de Kremmer Damm en octobre 1412, Casimir et son frère aîné combattent le Brandebourg. Après la mort du duc Świętobór en 1413, Casimir V et son frère ainé Otto II règnent conjointement sur la Poméranie de Szczecin.

## Guerres contre le Brandebourg
La guerre contre le Brandenburg se poursuit. En 1415, le burgrave Frédéric VI de Nuremberg accède au margraviat de Brandebourg et s'oppose immédiatement aux ducs de Poméranie qui prennent sous leur protection son vassal Dietrich von Quitzow Le nouvel électeur convainc le roi Sigismond de Luxembourg de déclarer Otto II et Casimir V au ban de l'empire ainsi que les habitants masculin âgés de plus de 14 ans des cités de Szczecin et Gerzen. Sigismond remet également en question l'immédiateté impériale de la Poméranie. En 1417, Sigismond inféode Otto II et Casimir V sous la réserve de tous droits que le margrave de Brandebourg peut détenir sur la Poméranie. Casimir V et Otto II s'allient aux ducs de Mecklembourg et au duc de Saxe-Lauenbourg avec lesquels ils assiègent en vain la cité de Strausberg. Frédéric Ier conclut une alliance avec Hambourg, Lubeck, l'électeur de Saxe et le margrave de Misnie pour défendre Ueckermünde que Casimir convoite. Les Brandebourgeois mettent en fuite le duc de Poméranie qui s'était porté à l'attaque de la ville. Une trêve est conclue par l'entremise du duc de Guillaume Ier de Brunswick-Wolfenbüttel.
Casimir V rend visite à Sigismond à Buda en Hongrie et Otto II et Casimir V sont ensuite inféodés le 17 février 1424 de la Poméranie sans conditions. En 1425, les hostilités avec le Brandebourg reprennent Casimir V et Otto II s'emparent de Prenzlau qu'ils doivent abandonner rapidement. Finalement une paix définitive est conclue le 16 juin 1427 à Templin.
Après la mort sans héritier de Otto II en 1428, Casimir V demeure seul duc de Poméranie-Szczecin et renonce définitivement à l'Uckermark. Il doit réprimer une révolte de la cité de Szczecin et ordonne l'exécution des chefs du conseil de la ville, La cité doit payer une lourde amende et renoncer à son affiliation à la ligue Hanséatique. Casimir V appuie ensuite Sigismond Ier dans sa lutte contre les hussites qui en représailles lancent une expédition punitive contre la Poméranie qu'ils ravagent jusqu'à la mer Baltique. Casimir V meurt en 1435 et il est inhumé dans l'église Otten de Szczecin. Son fils Joachim le Jeune lui succède sur la Poméranie-Szczecin.

## Unions et postérité
Casimir VI épouse Catherine de Brunswick († 1429), fille du duc Bernard Ier de Brunswick-Lunebourg et de Marguerite de Saxe-Wittenberg dont :
- Joachim l'Ainé (~ 1424 - † jeune)
- Joachim le Jeune (ap. 1424 - † 1451)
- Anne épouse Jean V de Mecklembourg-Schwerin

Il épouse ensuite en (1431) Élisabeth de Brunswick († 1452), fille d'Éric de Brunswick-Grubenhagen et d'Élisabeth de Brunswick-Göttingen dont :
- Marguerite qui épouse le 26 mai 1439 le comte Albert II de Lindow-Ruppin.

## Sources
- (de) Kasimir VI. sur le site: Die Greifen. Das herzogliche Geschlecht von Pommern
- (en) & (de) Peter Truhart, Regents of Nations, K. G Saur Münich, 1984-1988  (ISBN 359810491X), Art. « Pommern / Pomerania: Stettin », p.  2.441.
- Anthony Stokvis, Manuel d'histoire, de généalogie et de chronologie de tous les États du globe, depuis les temps les plus reculés jusqu'à nos jours, préf. H. F. Wijnman, Israël, 1966, chapitre VIII et tableau généalogique n° 10 « Généalogie des ducs de Poméranie ».